# Matt Striker
Matthew Kaye (Queens, 26 de junho de 1974) é um ator, comentarista e lutador de wrestling profissional semi-aposentado, mais conhecido pelo nome de Matt Striker e por seu trabalho na WWE.
Após conseguir um mestrado em educação, Kaye passou a trabalhar como professor. Ele também começou uma carreira no wrestling profissional, estreando em 200 após ser treinado por Johnny Rodz. Em seu primeiro ano como lutador, ele ganhou 10 diferentes títulos, se tornando uma celebridade no circuito independente novaiorquino. Ele lutou no Japão pela Pro Wrestling Zero1 no final de 2004 e início de 2005, quando desistiu da carreira docente.
Kaye foi contratado pela WWE na metade de 2005, se nomeando Matt Striker, e tendo como personagem um professor vilanesco. Ele estreou na divisão Raw, onde apresentava um segmento chamado Matt Striker's Classroom, antes de ser transferido para a ECW em 2006. Ele se uniu à facção New Breed em uma rivalidade com os ECW Originals. Após isso, ele se tornou manager de Big Daddy V até 2008. Em agosto de 2008, Striker passou a trabalhar como comentarista da ECW e, com Todd Grisham, ganhou o Slammy Award de 2008 por Time de Comentaristas do Ano. Striker foi, então, transferido para o SmackDown, onde comentou lutas de outubro de 2009 até janeiro de 2011.

## Carreira

### Início (2000—2005)

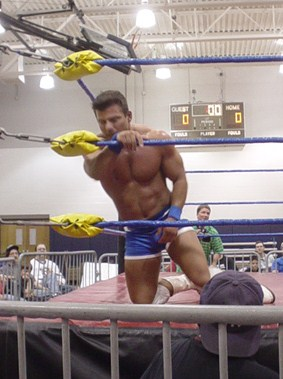
Striker no ringue em 2005

Após se treinado por Johnny Rodz no Gleason's Gym em Nova Iorque, Kaye estreou em 2000. Ele lutou inicialmente em promoções independentes e logo atingiu grande sucesso, ganhando 10 títulos em seu primeiro ano.
Ele também participou dos comerciais do King of the Ring de 2002.
Ele lutou pela World of Unpredictable Wrestling (WUW), onde ganhou o WUW Continental Championship, Total Professional Wrestling, onde ganhou o Light Heavyweight Championship e o Tag Team Championship com Red Flair, e East Coast Wrestling Association, onde ganhou o ECWA Tag Team Championship com Ace Darling em fevereiro de 2003. A dupla manteria o título por sete meses, apenas o perdendo em setembro. Ele também lutou pela Connecticut Championship Wrestling, ganhando o principal título da empresa em 2004, após um torneio. Ainda no início de 2004, ele se aliou à Josh Daniels para ganhar o PWF Tag Team Championship, e à Simon Diamond para ganhar o título de duplas da USA Pro Wrestling. Em 19 de junho, Striker e Diamond perderam o USA Pro Wrestling Tag Team Championship. Algumas horas depois, Striker apareceu na Pro-Pain Pro Wrestling (3PW) como "The Ultimate Striker", imitando Ultimate Warrior e se aliando à Rob Eckos para ser derrotado por "Slyck" Wager Brown e April Hunter. Na 3PW, Striker parodiou "The Macho Man" Randy Savage, The Sandman, Sabu, Hulk Hogan e Ric Flair. Em 21 de agosto de 2004, ele e Eckos participaram de uma Battle Royal de duplas como The Bushwhackers, Road Warriors e Iron Sheik & Nikolai Volkoff.
Enquanto trabalhando como professor em 2004, ele continuou a lutar em feriados e férias, também mentindo, se dizendo doente. Em 16 de dezembro de 2004, Striker começou uma turnê pelo Japão com a Pro Wrestling Zero1, sendo convidado para uma turnê mais longa em 2005. Após abandonar o cargo de professor, ele continuou a lutar em Nova Iorque, e, em 30 de abril de 2005, ganhou o NYWC Heavyweight Championship da New York Wrestling Connection (NYWC) após derrotar Mike Mondo. Algumas semanas depois, em 21 de maio, ele derrotou Joey Braggiol para ganhar o NYWC Interstate Championship, mantendo o título por duas semanas, o perdendo de volta para Braggiol em 4 de junho. Ele fez algumas poucas aparições pela Ring of Honor na metade de 2005, antes de retornar à NYWC para perder o Heavyweight Championship para Jerry Lynn em 30 de julho. Ele continuou a lutar em promoções independentes durante a metade de 2005, sendo logo contratado pela WWE.

### World Wrestling Entertainment / WWE (2005—2013)

#### Primeiras aparições (2005)

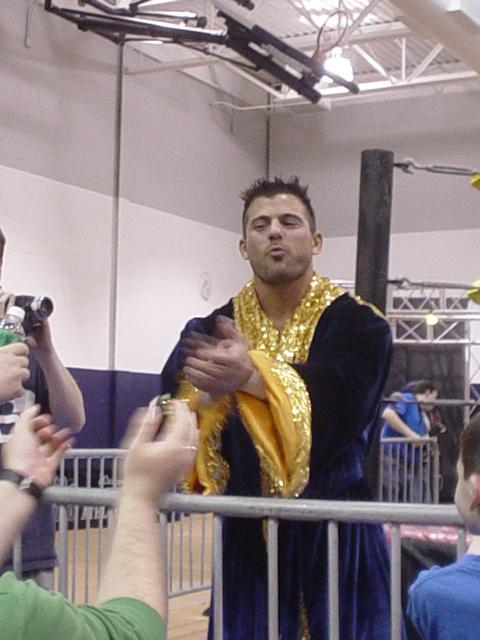
Striker em 2005

Kaye enfrentou Kurt Angle, usando o nome Matt Martel, no SmackDown! de 24 de fevereiro de 2005, em Filadélfia, Pensilvânia. Após a revelação de que Kaye fora professor, Kaye voltou à WWE para mais uma aparição, no Raw de 11 de julho de 2005, novamente como Martel e novamente sendo derrotado por Angle. No Raw da semana seguinte, Angle revelou que ele era na verdade um professor chamado Matt Striker. Martel negou a acusação e foi novamente derrotado por Angle. Striker passou a lutar no Heat e no território de desenvolvimento da WWE, Deep South Wrestling.

#### Raw (2005—2006)
Striker começou a usar como personagem um professor vilanesco, chamando a WWE de sua escola e apresentando um segmento chamado Matt Striker's Classroom no Raw, estreando em 12 de dezembro. Durante o segmento ele ridicularizava a platéia, mostrando-se intelectualmente superior. Durante uma luta contra Lance Cade em um evento não televisionado em 18 de dezembro, Striker lesionou o ombro. Ele voltou para apresentar seu segmento em 23 de janeiro de 2006, passando a lutar no Heat por várias semanas.
Striker retornaria ao Raw em 17 de abril para apresentar seu segmento, dizendo que "escola é legal". Ele foi interrompido por Carlito, que lhe cuspiu uma maçã no rosto. No Raw de 24 de abril, Striker, Chris Masters e Shelton Benjamin foram derrotados por Carlito, Rob Van Dam e Charlie Haas. Durante o Backlash, Striker apresentou a Classroom com Eugene, que atacou Striker durante o segmento. Na noite seguinte, no Raw, Striker atacou Eugene com um dicionário. A rivalidade também envolveu Carlito, que acabou sendo derrotado por Striker após uma interferência de Eugene, no Raw de 8 de maio. Eugene conseguiu um mentor em "Hacksaw" Jim Duggan, derrotando Striker após ter sido derrotado duas semanas antes. Após essa derrota, Striker tentou atacar Eugene, que foi defendido por Duggan.
Striker passou a aparecer raramente no Raw em junho e julho, tendo sua última luta na divisão em 31 de julho, sendo derrotado por John Cena.

#### ECW (2006—2008)

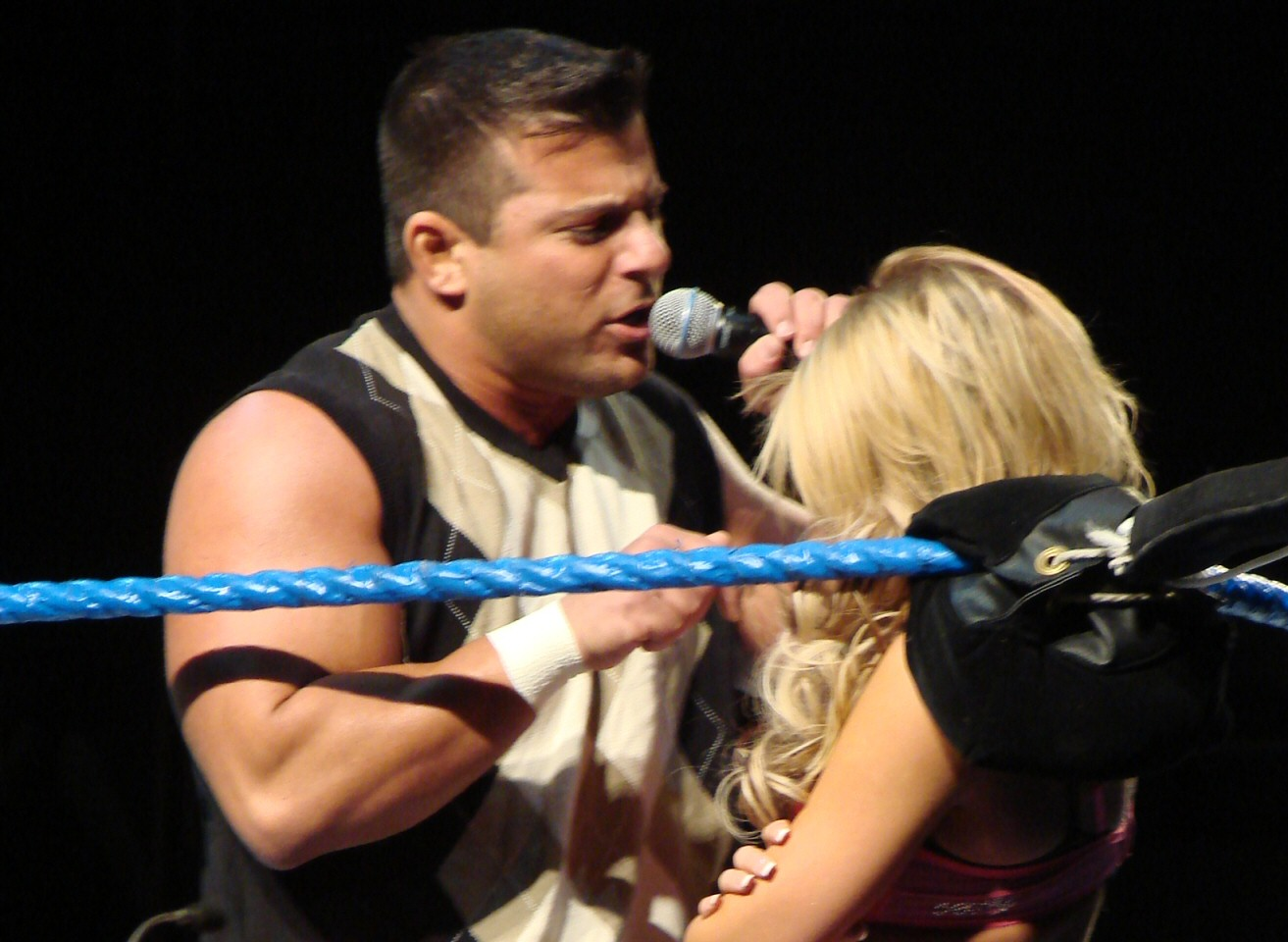
Striker e Kelly Kelly em um evento da ECW.

No final de agosto de 2006, Striker deixou o Raw e se uniu à ECW, estreando em 23 de agosto. Ele continuou seu segmento da sala de aula na ECW, provocando uma rivalidade com The Sandman após insultos de Striker. Durante um segmento da sala de aula em 5 de setembro de 2006, Striker fez um comentário controverso que aludiu à morte de Steve Irwin, que havia acontecido 36 horas antes. O presidente da WWE Vince McMahon desculpou-se publicamente pelo website da WWE. Striker fez sua primeira luta na ECW em 19 de setembro de 2006, se aliando a Mike Knox e Test para enfrentar Tommy Dreamer, Sabu e The Sandman. Striker, Knox e Test foram desqualificados após Test empurrar o árbitro. Striker continuou sua rivalidade com The Sandman até a ECW de 17 de outubro, quando foi derrotado em uma luta onde o bastão de Sandman estava pendurado em um mastro. No December to Dismember, Striker enfrentou Balls Mahoney em uma luta "Striker's Rules", onde não se poderia acertar os olhos do oponente, puxar os cabelos, usar ataques da corda mais alta ou xingar. Striker acabou sendo derrotado por Mahoney. Striker e Mahoney continuariam a rivalidade até a ECW de 19 de dezembro, quando Striker derrotou Mahoney.
Em 6 de fevereiro, Striker se aliou à facção de Mr. McMahon New Breed, com Elijah Burke, Kevin Thorn e Marcus Cor Von. A New Breed imediatamente começou uma rivalidade com os ECW Originals (Rob Van Dam, Tommy Dreamer, Sabu e The Sandman). Membros das duas equipes de enfrentaram nas semanas anteriores ao WrestleMania 23. No WrestleMania, a New Breed foi derrotada pelos ECW Originals em uma luta de quartetos, mais ganhou uma revanche na ECW seguinte. Durante a rivalidade com os ECW Originals, tensão entre o líder da equipe Elijah Burke e Striker começou a crescer, após Striker e Cor Von terem sido derrotados pelos Major Brothers. Como resultado, Striker derrotou Brett Major na ECW de 22 de maio. Na metade de maio, Sabu foi demitido da WWE, e no One Night Stand, Striker, Cor Von e Burke foram derrotados por Dreamer, Sandman e CM Punk em uma luta de mesas.
Em 12 de junho, Striker foi derrotado por The Boogeyman, e duas semanas depois, The Boogeyman o atacou durante o Piper's Pit, ambas as vezes forçando Striker a comer minhocas. Em 10 de julho, Striker convidou Boogeyman para lhe educar, apenas para fazer seu aliado Big Daddy V para atacar Boogeyman. Striker formou uma aliança com Big Daddy V que durou até março de 2008, se tornando manager de Big Daddy V, o acompanhando ao ringue regularmente. Em novembro, Striker e Big Daddy V começaram uma rivalidade com Kane, após Kane ter atacado Striker. Striker e Big Daddy V enfrentaram Kane em uma luta 2-contra-1, também se aliando por pouco tempo à Mark Henry. Henry ajudou Big Daddy V a vencer uma luta contra Kane na ECW de 27 de novembro. Como árbitro de uma luta entre Henry e The Undertaker, Striker se recusou a deixar Undertaker derrotar Henry.
Nessa época, Striker apresentou um programa semanal no website da WWE chamado "Best WWEek Worst WWEek".

#### Comentarista (2008—2011)
Durante o Draft Suplementar de 2008 em junho de 2008, Striker foi transferido de volta para o Raw. No entanto, o comentarista do SmackDown Mick Foley havia abandonado o cargo temporariamente após um ataque de Edge. Tazz foi transferido da ECW para substituir Foley no SmackDown. Striker, então, retornou à ECW para assumir o cargo de comentarista de Tazz, se tornando um mocinho e se aposentando das lutas. Ele fez sua estreia como comentarista na ECW de 5 de agosto. Striker e seu parceiro de comentários, Todd Grisham, ganharam um Slammy Award por Time de Comentaristas do Ano. Na ECW de 7 de abril de 2009, Grisham foi transferido para o SmackDown, sendo substituído por Josh Mathews. Além de comentar a ECW on SyFy e as lutas do programa em pay-per-views, Striker e Mathews passaram a representar a ECW no WWE Superstars semanalmente, começando em 16 de abril de 2009.
Em 27 de outubro de 2009, Striker deixou a ECW e passou a comentar no SmackDown, ao lado de Grisham, substituindo um doente Jim Ross. Em novembro, Striker substituiu Jerry Lawler no Raw por uma noite, após Lawler ter sido atacado por Sheamus.

#### Apresentador do NXT (2010—2012)
No episódio inaugural do NXT em 23 de fevereiro de 2010, Striker foi anunciado como apresentador do programa. Além de entrevistar os competidores, Striker passou a servir de Mestre de Cerimônias, anunciando resultados e desafios.
Em 7 de junho de 2010, Striker apareceu no Raw, anunciando os resultados das votações do público. Ao fim do episódio, Striker foi um dos atacados pelos participantes da primeira temporada do NXT, depois conhecidos como The Nexus. Em outubro, Michael Cole passou a comentar o SmackDown ao lado de Striker e Grisham. Striker continuou como comentarista do SmackDown até fevereiro de 2011, quando foi substituído por Booker T.
Em março de 2011, Maryse se tornou co-apresentadora da quinta temporada do NXT, ao lado de Striker. No WWE Superstars de 2 de junho, Striker se tornou, por uma noite, manager de Tyson Kidd.
Striker lutou seu primeiro combate em três anos no NXT de 2 de agosto, se aliando à Titus O'Neil para derrotar Derrick Bateman e Darren Young. Ele enfrentou Young nas duas semanas seguintes, sendo derrotado em ambos os combates. Em 6 de setembro, Striker impediu JTG de interferir em uma luta entre Young e William Regal. Na semana seguinte, Striker e Regal foram derrotados por Young e JTG. No SmackDown de 14 de outubro, Striker participou de uma Battle Royal de 41 lutadores, mas não venceu a luta. A partir de 8 de novembro, Striker passou a ser comentarista do programa, ao mesmo tempo em que continuava como autoridade. Ele comentou ao lado de Jack Korpela, substituindo Regal, e depois ao lado de Josh Mathews, substituindo Korpela. Junto com Mathews, Striker voltou a comentar o WWE Superstars.
Em 29 de fevereiro de 2012, Striker anunciou que não teria mais o poder de marcar lutas no NXT, sendo substituído por Regal. No entanto, Striker continuou como apresentador. Em 21 de março, Striker foi "sequestrado" por Curt Hawkins e Tyler Reks para chantagear Regal. Ele retornou em 11 de abril.

#### Repórter e comentarista (2012—2013)
Com a mudança de formato no NXT, Striker parou de apresentar o programa, servindo como repórter tanto no Raw quanto no SmackDown e evento em pay-per-view, dos quais também participa eventualmente como comentarista do pré-show, com Josh Mathews e Scott Stanford, antes de ser substituído pelos comentaristas principais para o evento televisionado. No SmackDown de 10 de outubro, Striker foi atacado por Kane e Daniel Bryan após uma entrevista. No Raw de 15 de outubro, Striker foi derrotado por Kane. Na semana seguinte, Striker apresentou um segmento de conhecimento mútuo entre Team Hell No. No entanto, os dois se recusaram a participar. Durante o Raw de 12 de fevereiro, Striker foi nocauteado por Big Show ao tentar entrevistá-lo. Em 20 de junho de 2013, a WWE decidiu não renovar o contrato de Striker.

### Circuito independente (2013—presente)
Em 21 de junho de 2013, Striker fez sua primeira aparição pós-WWE, como um comentarista do iPPV da Family Wrestling Entertainment FWE Rumble.

## No wrestling
- Movimentos de finalização

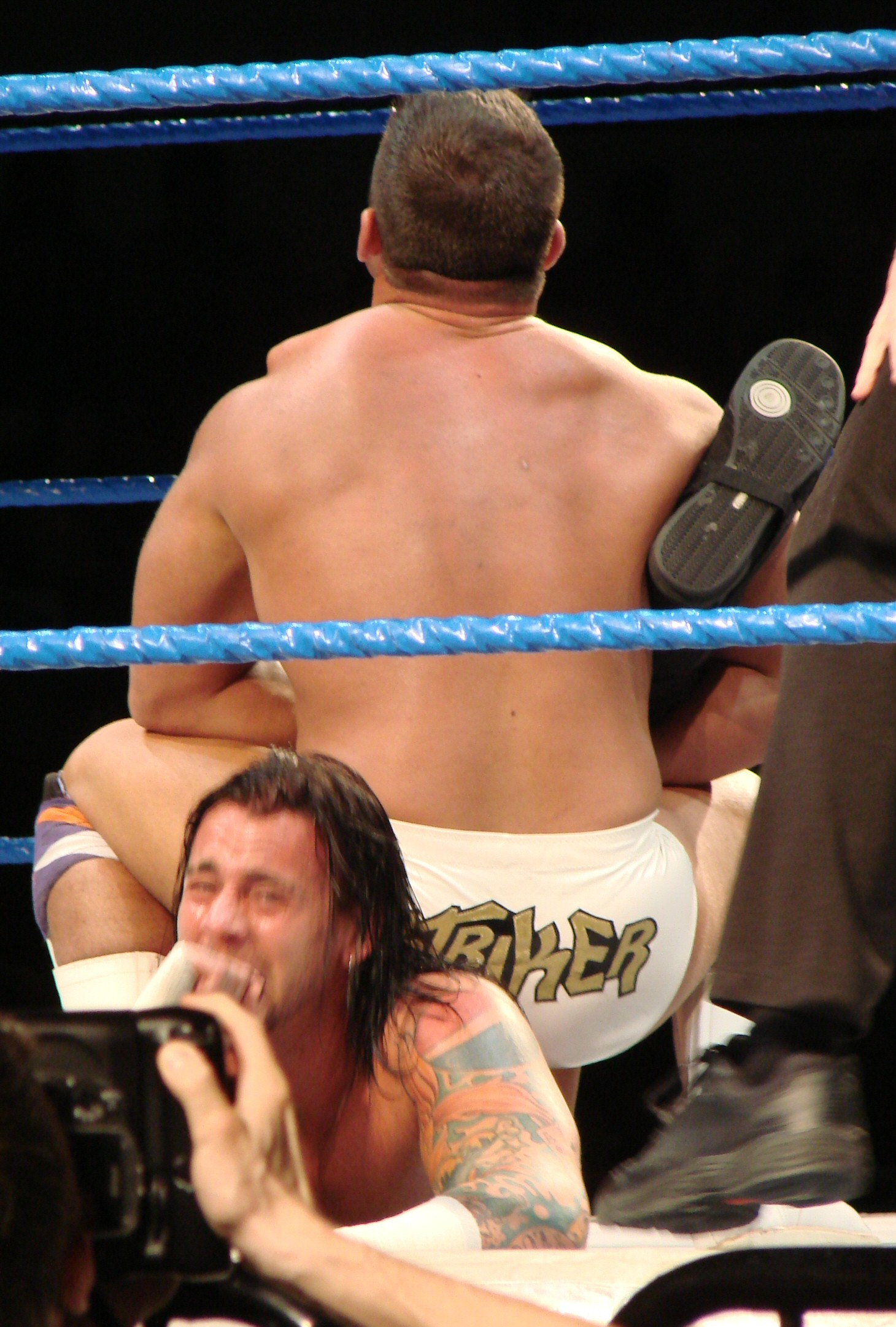
Striker aplicando um single leg Boston crab em CM Punk.

  - Golden Rule (Inverted overdrive)[29]  – 2006–2008
  - Happy Monkey Submission (Rear naked choke)[2] – circuito independente
  - Overdrive[2] – 2005–2006, 2011–2012
- Movimentos secundários
  - Big boot[75]
  - Double knee backbreaker[2]
  - Fujiwara armbar[69]
  - Gory bomb[68]
  - Neck snap[67]
  - Rope hung swinging neckbreaker[76]
  - Schoolboy[77]
  - Single leg Boston crab[78]
  - Skayde Lock (Standing STF)[2]
  - Sunset flip[67]
- Lutadores de quem foi manager
  - Big Daddy V
  - Mark Henry
  - Tyson Kidd
- Alcunhas
  - "The Modern Marvel" ("A Maravilha Moderna")[2] (MLW)
  - "Hot Stuff" ("Quente")[2] (3PW)
  - "Macho Man"[2] (3PW)
  - Your Teacher ("Seu Professor")[2] (WWE)
- Temas de entrada
  - "Teacher" por Jim Johnston (WWE; 12 de dezembro de 2005–20 de junho de 2013)

## Títulos e prêmios
- Assault Championship Wrestling
  - ACW Tag Team Championship (1 vez) – com Scotty Charisma[2]
- Connecticut Championship Wrestling
  - CCW Heavyweight Championship (1 vez)[2]
- East Coast Wrestling Association
  - ECWA Tag Team Championship (1 vez) – com Ace Darling[2]
- New York Wrestling Connection
  - NYWC Heavyweight Championship (1 vez)[6]
  - NYWC Interstate Championship (1 vez)[7]
- Premier Wrestling Federation
  - PWF Tag Team Championship (1 vez) – com Josh Daniels
- Pro Wrestling Illustrated
  - PWI o colocou na #166ª posição dos 500 melhores lutadores individuais em 2006[79]
- Total Professional Wrestling
  - TPW Light Heavyweight Championship (1 vez)
  - TPW Tag Team Championship (1 vez) – com Red Flair
- USA Pro Wrestling
  - USA Pro New York State Championship (1 vez)[2]
  - USA Pro Tag Team Championship (2 vezes)[2] – com Simon Diamond[80][81]
- World of Unpredictable Wrestling
  - WUW Continental Championship (1 vez)[2]
- World Wrestling Entertainment
  - Slammy Award por Time de Comentaristas do Ano (2008) – com Todd Grisham[54]
- WrestleSlam Awards
  - Comentarista do Ano (2009)
- Wrestling Observer Newsletter
  - Melhor Comentarista (2008)